# Героїчне
Героїчне — етико-естетична категорія на означення моральної цінності вчинків, дій окремої особи чи суспільства в цілому задля прогресу, які вимагають особливої віддачі моральних, інтелектуальних, фізичних зусиль, мужності, відваги, самопожертви. Спроможність здійснення героїчного — важливий критерій оцінки особи.
Героїчне в літературі — одна з форм вияву високого — поетичне звеличення засобами художнього слова вчинків героїв, покликаних захищати ідеали добра, справедливості, соборності. У народнопісенній творчості героїчне проявилося в героїчному епосі. Героїчний пафос є наскрізним у творчості Тараса Шевченка. Поетизація героїчного — основна ідея роману «Сад Гетсиманський» Івана Багряного. Героїчний вчинок, героїчний образ, мистецьки змальований у художньому творі, викликає у читача глибокі емоційні переживання, захоплення силою людського духу, бажання стати подібним на героя. Героям притаманні альтруїзм, жертовність, самопожертва (Прометей)